# أجندة (مسلسل)
أجندة مسلسل تلفزيوني كويتي درامي.

## القصة
تدور أحداث العمل في إطار اجتماعي حيث تتفرع قصة العمل إلى 5 خطوط رئيسية ومتشابكة، تلتقي أحياناً عند نقطة معينة، وتتباعد في أحيان أخرى. ويدور العمل حول العلاقات البشرية، من خلال شخصية «آسيا» (هيا عبد السلام) وزوجها (محمد الدوسري) حيث يتعرضان لحدث يضعهما أمام اختبار صعب: فهل يتحملان الضغوط النفسية ويستمر الحب بينهما أم ينتهي كل ذلك؟، من ناحية أخرى يتطرق العمل لشخصية «هاجر» (ليلى عبد الله) المتزوجة من (محمد العلوي) وهي الأم الثلاثينية التي تتعرض للعنف من زوجها باستمرار، لكنها تكافح وتصمد من أجل أطفالها. أما فؤاد علي فيؤدي دور «مالك» المصاب بمرض المزاجية، ويمر بحالة نفسية معقدة ويساعده في تخطي ذلك «عمر» (سليمان الياسين) الرجل ذو الحكمة والخبرة في الحياة، الذي عاش في عزلة عن الناس، بسبب الظروف القاسية التي مرّ بها وجعلته شخصاً آخر.

## طاقم العمل
- هيا عبدالسلام
- فؤاد علي
- سليمان الياسين
- محمد الدوسري
- ريم ارحمة
- عبدالله الطليحي
- ليلى عبدالله

## وصلات خارجية
- صفحة مسلسل أجندة على موقع السينما.كوم